# 19473 Marygardner
19473 Marygardner è un asteroide della fascia principale. Scoperto nel 1998, presenta un'orbita caratterizzata da un semiasse maggiore pari a 2,4103083 UA e da un'eccentricità di 0,0878402, inclinata di 6,89029° rispetto all'eclittica.